# David Kostelecký
David Kostelecký (* 12. května 1975 Brno, Československo) je český sportovní střelec, který získal na Letních olympijských hrách v roce 2008 zlatou medaili a v roce 2021 stříbrnou medaili ve střelbě na trap. V současnosti působí v týmu Dukla Hradec Králové.

## Životopis
Střelbou se začal zabývat ve čtrnácti letech v brněnském středisku mládeže. V šestnácti letech byl ze střediska vyloučen jako neperspektivní. Vyloučeného hocha si však povšiml bývalý český reprezentant ve střelbě Josef Machan, který jej u sportu podržel.
Dne 2. října 2010 před polednem se ve slovenské Trnavě oženil, když si vzal Lenku Bartekovou. V březnu 2011 se jim narodil syn Daniel. Jeho švagrovou je Danka Barteková.

## Nejlepší výsledky
- 1992: MEJ, 1. místo Istanbul (Turecko) ČSFR družstvo trap
- 1993: MEJ, 3. místo Brno (ČR) trap
- 1993: MEJ, 1. misto Brno (ČR) družstvo trap
- 1995: MSJ, 1. místo Nikosie (Kypr)
- 1995: ME, 4. místo
- 1996: OH, Atlanta (USA), 31. místo
- 1998: ME, 2. místo
- 1999: SP Peru, 3. místo
- 2000: OH, Sydney (Austrálie), 6. místo[3]
- 2002: SP – Santo Domingo (Dominikánská Rep.) 3. místo
- 2002: ME – Lonato (Itálie) 1. místo {trap][7]

- 2005: ME – Bělehrad (Srbsko a Černá Hora) – 7. místo (dr.trap)
- 2006: ME – Maribor (Slovinsko) – 5. místo (trap)
- 2006: ME – Maribor (Slovinsko) – 7. místo (dr.trap)
- 2006: SP – Granada (Španělsko) 2. místo 125/125 vyrovnaný absolutní světový rekord
- 2007: MS – Nikosie (Kypr) – 17. místo (trap)
- 2007: MS – Nikosie (Kypr) – 12. místo (dr. trap)
- 2007: ME – Granada (Španělsko) – 12. místo (dr. trap)
- 2008: ME – 2. místo
- 2008: OH, Peking (Čína), 1. místo
- 2015: SP – Al Ajn (Spojené arabské emiráty) – 1. místo (trap)[8]
- 2016: OH, Rio de Janeiro (Brazílie), 4. místo
- 2017: ME – Baku (Ázerbájdžán) – 1. místo (trap, podruhé)[9]
- 2019: EH – Minsk (Bělorusko) – 1. místo (trap)
- 2021: OH – Tokio (Japonsko) – 2. místo (trap)